# ماتئو گربائودو
ماتئو گربائودو (انگلیسی: Matteo Gerbaudo؛ زادهٔ ۱۰ مهٔ ۱۹۹۵) بازیکن فوتبال است.
از باشگاه‌هایی که در آن بازی کرده‌است می‌توان به باشگاه فوتبال یوونتوس اشاره کرد.
وی همچنین در تیم ملی فوتبال زیر ۱۸ سال ایتالیا بازی کرده‌است.